# Muho Noelke
Maître zen
Miyaura Shinyu
Muhō Nölke (ネルケ無方), né à Berlin le 1er mars 1968, est un maître zen sôtô, auteur et traducteur d’origine allemande. Il a été l'abbé du monastère zen Sōtō d'Antaiji entre 2002 et 2020,. Il a traduit en allemand les ouvrages de Kōdō Sawaki, dont il est un des descendants dans la lignée de tradition au Japon. Muhō est marié, père de trois enfants, et vit à Osaka.

## Biographie
Muhō est né sous le nom d'Olaf Nölke en 1968 à Berlin. Il perd sa mère à l'âge de sept ans et se pose très tôt la question du sens de la vie. Il découvre le zen à 16 ans, alors qu'il était lycéen dans un pensionnat de Brunswick  et désire peu après devenir moine au Japon. Alors qu'il pratique le zazen au lycée, Muhō sent, pour la première fois, qu'il a un corps, que le corps et l'esprit peuvent ne faire qu'un: « .. c'est là que j'ai su que c'était ce que je voulais faire toute ma vie. »
Il a grandi à Brunswick, puis à Tübingen. Après son baccalauréat, il se rend à Berlin étudier la  japonologie, la philosophie et la physique. Après quoi, il poursuit sa formation pendant un an à Kyoto. À 22 ans, il se rend au temple d'Antai-ji et y reste pendant six mois.
À 25 ans, ses études terminées, Muhô est ordonné à Antaiji et devient le disciple de l'abbé du temple, Miyaura Shinyû Rôshi. Il passe également un an dans le temple rinzai de Tôfuku-ji à Kyoto, et au Hosshin-ji, à Obama. À la fin de sa formation à Antaiji, Muhô  reçoit la transmission du Dharma (shihô) de son maître Miyaura, et il est donc reconnu maître de l'école Sôtô. Il décide alors de vivre comme un sans-abri dans le parc du château à Osaka, où il forme un groupe de zen.
Durant le printemps 2002, son maître Miyaura décède, et Muhô prend sa succession en tant que neuvième abbé d'Antaiji. Là, il vit avec un groupe de novices, mais aussi avec sa femme et ses trois enfants.
Depuis 2016, il enseigne également au séminaire du temple de Chigen-ji, dans la préfecture de Kyoto.

## Œuvre

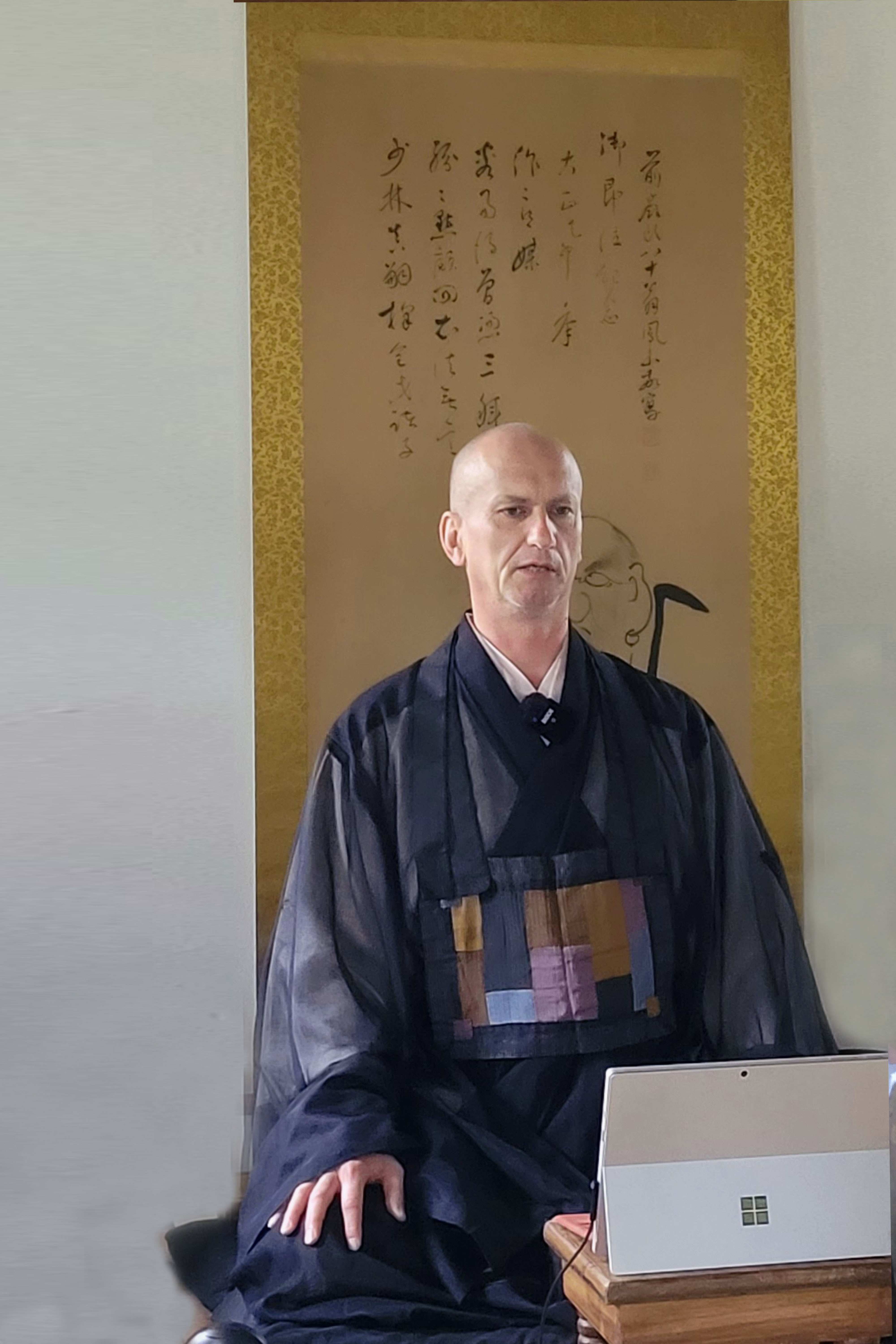
Muhõ (2023) au Kô Getsu An (ermitage de la lune claire) un zendo de sôtô et de rinzai à Hennef-Blankenbach (Allemagne)

Muhō est l'auteur d'une vingtaine de livres en allemand et en japonais. Il a traduit en allemand les livres du maître zen japonais Kodo Sawaki. Il est également très présent à la radio et à la télévision allemandes, ainsi que sur Internet (blog, YouTube, Twitter, ...).

De nombreuses œuvres du maître zen Kodo Sawaki ont été traduites du japonais en allemand par Muhō Nölke.

Dans ses contributions dans les médias, il aborde aussi bien les questions quotidiennes du bonheur et de la sérénité que les grandes questions de la mort et de la vie. Il donne un aperçu compréhensible des enseignements du bouddhisme zen et montre où ils peuvent être trouvés dans les valeurs séculaires et chrétiennes familières. La vie dans l'instant présent et l'art du lâcher-prise, aspects centraux du bouddhisme zen, sont non seulement expliqués, mais montrent aussi combien il est facile de les intégrer dans sa propre vie.

## Publications de Muho Nölke

### En allemand
- Zazen oder der Weg zum Glück, Rowohlt, 2007,  (ISBN 3-499-62203-3).
- Ein Regentropfen kehrt ins Meer zurück, Berlin-Verlag, 2016,  (ISBN 978-3827013385).
- Futter für Pferd und Esel: Das Dôgen-Lesebuch, Angkor-Verlag, 2018,  (ISBN 978-3943839630).
- Das Meer weist keinen Fluss zurück, Berlin-Verlag, 2018,  (ISBN 978-3827013804).
- Der Mond leuchtet in jeder Pfütze, Berlin-Verlag, 2020,  (ISBN 978-3827013927).

### En japonais
- Mayoeru mono no Zen shugyou, Shincho-shinsho, 2011,  (ISBN 4-10-610404-0).
- Hadaka no Bousama.,Sanga, 2012,  (ISBN 4-905425-12-3).
- Tada suwaru, Kobunsha-shinsho, 2012,  (ISBN 978-4-33403692-8).
- Ikiru hint 33, Asahi-shinsho, 2012,  (ISBN 978-4-02-273099-2).
- Otona ni naru tame no yatsu no shugyou, Shodensha, 2013,  (ISBN 4-396-11315-3)
- Mayoinagara ikiru, Daiwa-shobo, 2013,  (ISBN 978-4-479-01210-8)
- Dogen wo gyakuyunyu, Sanga, 2013,  (ISBN 978-4-905425-47-2)
- Nihonjin ni shukyo ha iranai, Best-shinsho, 2014,  (ISBN 978-4-584-12432-1)
- Yomu dake Zen shugyou, Asahi-shinbun-shuppan, 2014,  (ISBN 978-4-02-331321-7)
- Mayoi ha satori no dai-ippo, Shincho-shinsho, 2015,  (ISBN 978-4-10-610603-3)
- Kokoro ni hibiku bukkyou no kingen 100, Takarajima-sha, 2015,  (ISBN 978-4-8002-4024-8)
- Naze nihonjin ha gosenzo-sama ni inoru no ka, Gentousha-shinsho, 2015,  (ISBN 978-4-344-98381-6)
- Bukkyou no tsumetasa, Kirisutokyou no ayausa, Best-shinsho, 2016,  (ISBN 978-4-584-12509-0)
- Magenai Doitsujin, kimenai Nihonjin, Sanga, 2016,  (ISBN 978-4-86564-055-7)
- Kyou wo shinu koto de, ashita wo ikiru, Best-shinsho, 2017,  (ISBN 978-4-58412-548-9)

- Jinsei to iu kusogame wo kaeru tame no bukkyou. Shinju-sha, 2025, ISBN 978-4-393-13472-6

### Traductions

#### En français
- Kōdō Sawaki, Le Zen, Paris, Éditions L’Originel – Charles Antoni, 2024 Traduit de l'allemand par Frédéric Blanc (d'après la traduction du japonais en allemand par Muho Nölke  (ISBN 978-238357033-2)
- Kōdō Sawaki, Force vitale, Paris, Éditions L’Originel – Charles Antoni, 2022 Traduit de l'allemand par Frédéric Blanc (d'après la traduction du japonais en allemand par Muho Nölke  (ISBN 978-238357011-0)
- Kōdō Sawaki, À toi, Paris, Éditions L’Originel – Charles Antoni, 2019 Traduit de l'anglais par Luc Boussard (d'après la traduction du japonais en anglais par Muho Nölke  (ISBN 979-1091413800)

#### En allemand
- Kōdō Sawaki, Tag für Tag ein guter Tag, Frankfurt am Main, Angkor Verlag, 2008 (ISBN 978-3-936-01857-8)
- Kōdō Sawaki, An dich. Zen-Sprüche, Frankfurt am Main, Angkor Verlag, 2005  (ISBN 978-3-936-01840-0)
- Kōdō Sawaki, Zen ist die größte Lüge aller Zeiten, Frankfurt am Main, Angkor Verlag, 2005  (ISBN 978-3-936-01830-1)
- Kōshō Uchiyama, Die Zen-Lehre des Landstreichers Kodo, Frankfurt am Main, Angkor Verlag, 2007, übersetzt gemeinsam mit Guido Keller  (ISBN 978-3-936-01851-6)
- Hitoshi Nagai, Penetre & ich: Philosophie für ein glückliches Leben, Berlin, Berlin-Verlag 2021  (ISBN 978-3-827-01435-1)